# Wereldkampioenschappen alpineskiën 1974
De Wereldkampioenschappen alpineskiën 1974 werden van 3 tot en met 10 februari 1974 gehouden in Sankt Moritz in Zwitserland. Er stonden acht onderdelen op het programma, vier voor mannen en vier voor vrouwen. De Alpine Combinatie was een papieren race, gebaseerd op de resultaten van de Afdaling, Reuzenslalom en Slalom. Er werd geskied op de Piz Nair.

## Wedstrijdschema
| Datum       | Mannen       | Vrouwen      |
| ----------- | ------------ | ------------ |
| 03 februari |              | Reuzenslalom |
| 05 februari | Reuzenslalom |              |
| 07 februari |              | Afdaling     |
| 08 februari |              | Slalom       |
| 09 februari | Afdaling     |              |
| 10 februari | Slalom       |              |

## Medailles

### Mannen
| Onderdeel    | Goud                      | Goud    | Zilver                      | Zilver  | Brons                             | Brons   |
| ------------ | ------------------------- | ------- | --------------------------- | ------- | --------------------------------- | ------- |
| Combinatie   | Franz Klammer Oostenrijk  | 67.88   | Andrzej Bachleda Polen      | 78.35   | Wolfgang Junginger West-Duitsland | 89.01   |
| Afdaling     | David Zwilling Oostenrijk | 1.56,98 | Franz Klammer Oostenrijk    | 1.58,01 | Willi Frommelt Liechtenstein      | 1.58,16 |
| Reuzenslalom | Gustav Thöni Italië       | 3.07,92 | Hansi Hinterseer Oostenrijk | 3.08,84 | Piero Gros Italië                 | 3.08,91 |
| Slalom       | Gustav Thöni Italië       | 1.49,98 | David Zwilling Oostenrijk   | 1.50,76 | Francisco Fernández Ochoa Spanje  | 1.51,56 |

### Vrouwen
| Onderdeel    | Goud                             | Goud    | Zilver                        | Zilver  | Brons                          | Brons   |
| ------------ | -------------------------------- | ------- | ----------------------------- | ------- | ------------------------------ | ------- |
| Combinatie   | Fabienne Serrat Frankrijk        | 20.14   | Hanni Wenzel Liechtenstein    | 25.31   | Monika Kaserer Oostenrijk      | 27.44   |
| Afdaling     | Annemarie Moser-Pröll Oostenrijk | 1.50,84 | Betsy Clifford Canada         | 1.51,78 | Wiltrud Drexel Oostenrijk      | 1.52,15 |
| Reuzenslalom | Fabienne Serrat Frankrijk        | 1.43,18 | Traudl Treichl West-Duitsland | 1.43,72 | Jacqueline Rouvier Frankrijk   | 1.43,81 |
| Slalom       | Hanni Wenzel Liechtenstein       | 1.34,63 | Michèle Jacot Frankrijk       | 1.35,15 | Lise-Marie Morerod Zwitserland | 1.35,29 |

### Medailleklassement
| Plaats | Land           | Goud | Zilver | Brons | Totaal |
| 1      | Oostenrijk     | 3    | 3      | 2     | 8      |
| 2      | Frankrijk      | 2    | 1      | 1     | 4      |
| 3      | Italië         | 2    | 0      | 1     | 3      |
| 4      | Liechtenstein  | 1    | 1      | 1     | 3      |
| 5      | West-Duitsland | 0    | 1      | 1     | 2      |
| 6      | Canada         | 0    | 1      | 0     | 1      |
| 6      | Polen          | 0    | 1      | 0     | 1      |
| 8      | Spanje         | 0    | 0      | 1     | 1      |
| 8      | Zwitserland    | 0    | 0      | 1     | 1      |
| Totaal | Totaal         | 8    | 8      | 8     | 24     |